# MEncoder
MEncoder est un logiciel libre de transcodage en ligne de commande, sous la licence publique générale GNU (GNU GPL). C'est un programme frère de MPlayer, et de ce fait peut convertir tous les formats de fichiers que MPlayer sait lire et exécuter dans un grand nombre de formats avec ou sans compression en utilisant divers codecs.
MEncoder est inclus dans les distributions de MPlayer.

## Capacités
Étant construit sur le même code que MPlayer, il est capable de lire tous les fichiers sources que MPlayer sait lire, décoder tous les médias que MPlayer sait décoder, et supporte tous les filtres que MPlayer sait utiliser. MPlayer peut aussi servir d'outil de prévisualisation pour la majorité des filtres utilisés avant transcodage par MEncoder. Si le système où s'exécute MEncoder n'offre pas la possibilité d'effectuer pleinement la prévisualisation en temps réel, la sortie audio peut être désactivée en utilisant le paramètre -nosound pour permettre une prévisualisation plus fluide du résultat.